# عجیب‌الخلقه

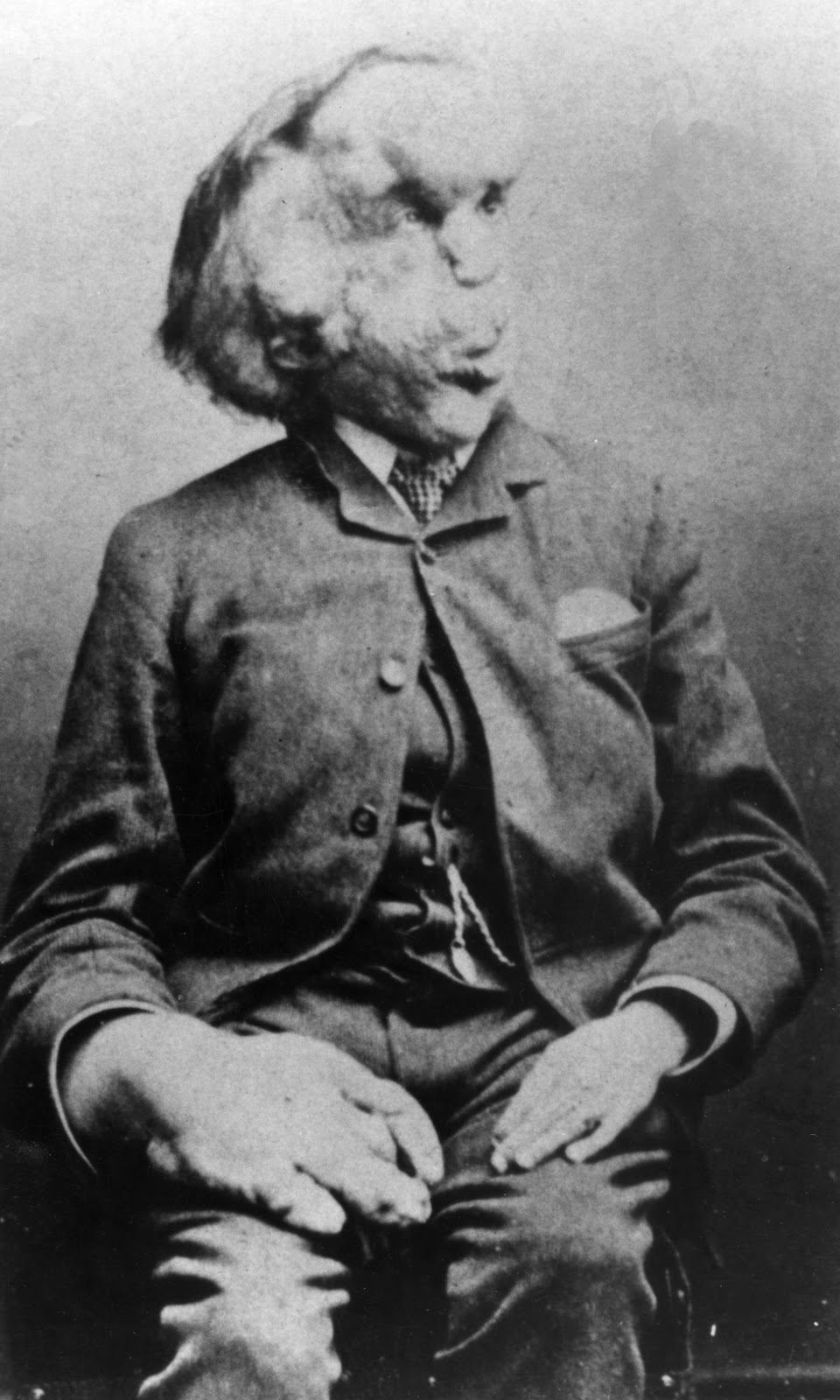
جوزف مریک، ۱۸۸۹

عجیب‌الخلقه یا فریک (به انگلیسی: Freak) شخصی است که به دلیل یک وضعیت پزشکی فوق‌العاده یا تغییر بدن دچار تغییر شکل یا تغییر شکل فیزیکی شده‌است. این تعریف برای نخستین بار با این معنی در دههٔ ۱۸۸۰ به‌عنوان یک شکل کوتاه‌تر از عبارت "freak of nature" تأیید شد که خود اصطلاحی گسترده‌تر به معنای «هوس طبیعت» است که حداقل در سال ۱۸۴۷ نسبت داده شده‌است. معنای ضمنی خنثی اولیه این اصطلاح در طول سدهٔ بیستم کاملاً منفی شد؛ بنابراین، freak با معنای تحت‌اللفظی آن «فرد غیرعادی رشد یافته» امروزه صرفاً به‌عنوان یک تحقیرآمیز تلقی می‌شود. با این حال، این اصطلاح اخیراً برای اشاره به یک فرد مشتاق یا وسواسی نیز به صورت بازیگوشی استفاده می‌شود.

## استفاده
فریک استفاده از زبان حرفه‌ای را توسط مروجین و مجریان شوهای عجیب و غریب می‌دید، اگرچه استفاده از آن به این معنا همراه با محبوبیت نمایش‌های فریک کاهش یافته‌است. یکی از نمونه‌های معروف این کلمه در اشاره به جوزف مریک، «مرد فیل» بود. به‌عنوان یک اصطلاح، عجایب نمایش‌های جانبی به دو گروه طبقه‌بندی می‌شوند: عجایب طبیعی و فریک‌های خودساخته. یک عجیب و غریب طبیعی معمولاً با یک ناهنجاری ژنتیکی به دنیا می‌آمد، در حالی که یک فرد خودساخته فردی بود که به‌طور مصنوعی (با روش‌هایی مانند ایمپلنت‌های جراحی) تغییر یافته بود.
این اصطلاح معانی بسیار جدیدتری دارد. یک مثال، چیزی است که در مورد ظاهر یا رفتار فرد به طرز شگفت‌انگیزی غیرعادی است. این استفاده از «صحنه عجیب و غریب» در دهه‌های ۱۹۶۰ و ۱۹۷۰ سرچشمه گرفت که معروف‌ترین آن توسط آلبوم فریک اوت! ساخته‌شده توسط گروه راک مادرز آو اینونشن ترویج شد.
استفاده اخیر از freak به‌عنوان مترادف برای اشتیاق است، مانند سلامتی freak. یا اشاره به رفتار وسواسی، مانند وسواس کنترل اوضاع.

## در علم
فریک در علم برای توصیف گیاهان و حیوانات دارای جهش ژنتیکی استفاده می‌شود.